# محمد بن مطهر الغشم
محمد بن مطهّر بن علي الغشم الآنسي (1863 - 13 سبتمبر 1936) (1280 - 27 جمادى الآخرة 1355) عالم مسلم وفقيه زيدي وقاضي شرعي يمني. ولد في القارة، ذمار. طلب العلم عن شيوخ عصره، وهاجر إلى القفلة واتصل بالإمام محمد بن يحيى حميد الدين، وتولّى له القضاء بالسودة. ثم كلّفه الإمام يحيى بالتّدريس في جبلة، فعكف على التدريس، وأجري له مقرر من أوقاف تلك الجهة، وقبلها كان مدرّسًا في السودة. له مؤلفات في الزهد منها شرح كتاب «كنز الرشاد» للإمام عز الدين بن الحسن.

## سيرته
هو محمد بن مطهر بن علي بن أحمد بن حسن بن علي بن محمد بن عبد الله بن أحمد بن عبد الله بن علي بن أحمد بن يوسف بن أحمد بن علي بن عيسى الغشم. ولد سنة 1280 هـ بهجرة آنس المسماة القارة بإيالة اليمن العثمانية. أخذ عن يحيى بن محسن العنسي في ذمار ثم ذهب إلى القفلة وسار إلى الإمام المنصور بالله محمد بن يحيى حميد الدين مع أخيه أحمد، فأمره بالتدريس في سودة شطب. توفي أخيه سنة 1319 هـ/ 1901 م فيها. ثم كلّفه الإمام يحيى بالتّدريس في جبلة، فاشتغل بالتدريس، وأجري له مقرر من أوقاف تلك الجهة. وكان أكثر مكوثه بجامع جبلة للتدريس.

توفي الغشم بمدينة جبلة بالمملكة المتوكلية اليمنية يوم 27 جمادى الآخرة 1355 / 13 سبتمبر 1936 م.

## مؤلفاته
- «بشائر الرضوان المشتملة على أركان الإسلام»
- «رضا الله الأكبر، تفسير الغشم»
- «رضا الله الغفّار لمن تأدب به وعمل من التجار»
- «ذكرى لكل مكلف، مجموعة من قرآن»
- «الرضوان من الله الملك المنّان في تفسير القرآن»
- «رضا ربّ العباد شرح كنز الرشاد»، في التصوف وهو شرح على كنز الرشاد لعز الدين بن الحسن
- «الطريقة المرضيّة إلى رضوان باري البرية»
- «القصيدة العلوية»
- «الشموس المضيئة بأنوار العترة المرضيّة الموصل إلى رضوان باري البرية»
- «قيام شوكة الإسلام في اليمن»
- «مرضاة باري البرية شرح القصيدة العلوية»
- «الرياض الزاهرة في المعجزات الباهرة»
- «الصادح الأشهر المشنف أذان من حضر»، خطب ومواعظ